# 심방 나트륨이뇨 펩타이드

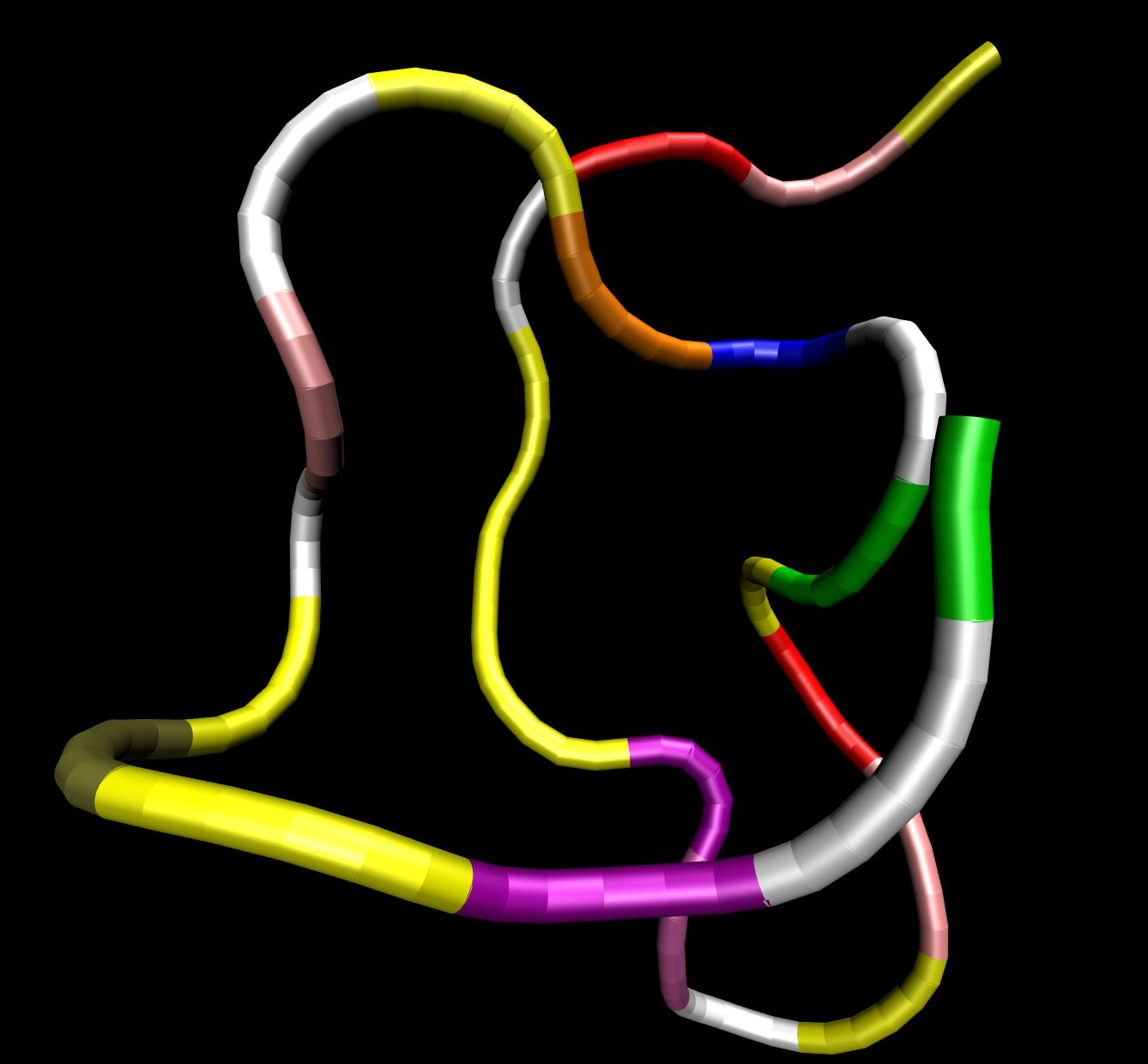
심방 나트륨이뇨 펩타이드의 구조

심방 나트륨이뇨 펩타이드(영어: atrial natriuretic peptide, ANP) 또는 심방 나트륨이뇨 펩티드는 심방으로부터 분비되는 펩타이드 호르몬이다. 혈중 나트륨 이온의 농도를 낮추고 동맥압을 줄여 체액과 순환계의 항상성 조절에 기여하며, 레닌-안지오텐신-알도스테론 계통과 길항적 작용을 한다.

## 구조
심방 나트륨이뇨 펩타이드(이하 ANP)는 28개의 아미노산으로 이루어진 단백질이며, 단백질 구조 중간에 17개의 아미노산으로 이루어진 고리를 가진다. 고리는 이황화 결합에 의해 형성된다. ANP는 같은 고리 구조를 갖는 뇌 나트륨이뇨 펩타이드(brain natriuretic peptide, BNP), C형 나트륨이뇨 펩타이드(C-type natriuretic peptide, CNP)와 밀접한 관계가 있는 것으로 보인다.

## 기능
ANP의 분비를 유도하는 요인은 혈중 NaCl의 증가, 세포외액 부피의 증가, 동맥압의 증가 등 전반적으로 체액이 증가되었을 때이다. 증가된 체액에 의해 심방의 평활근 세포가 물리적으로 확장되는 정도가 커질 때 심방이 ANP를 분비한다(따라서, 혈중 나트륨 이온의 증가는 직접적인 ANP 분비 자극원은 아니다).
ANP가 분비되면 다음과 같은 기능을 수행한다.
- 신장 집합관에서 NaCl 재흡수 억제
- 신장에서 레닌 분비 억제: 이는 혈압을 증가시키고 나트륨 이온과 물을 보존하는 레닌-안지오텐신-알도스테론 계를 억제한다.
- 부신피질에서 알도스테론 분비 억제: 소듐 이온과 물의 재흡수를 촉진하는 알도스테론 분비를 억제함으로써 목적을 달성한다.
- 입수소동맥 이완: 사구체 혈압을 높임으로써 여과율을 증가시킨다.
- 심장과 혈관에 대한 교감신경계의 활성 억제: 심박출량 감소와 말초혈관 저항의 감소로 직접적으로 혈압을 낮춘다.

## 같이 보기
- 뻗침 수용기(신장 수용기)
- 레닌-앤지오텐신 계통: 토리곁 장치를 지나는 혈류량이 감소하면 혈압이 낮은 것으로 간주하고 부신피질에서 알도스테론을 분비하여 집합관에서 나트륨 재흡수를 높여 혈압 높임
- 베인브리지 반사: 우심방 벽이 늘어나는 것에 반응하여 심박수를 증가시켜 정맥쪽 혈압 낮춤
- 압력반사: 대동맥활과 경동맥동의 신장 수용체가 늘어나면 혈압이 올라간 것으로 간주하고 심박수를 감소시켜 혈압을 낮춤
- 항이뇨 호르몬: 체액의 삼투 농도가 높아졌을 때 시상하부가 이를 감지하고 뇌하수체 후엽이 항이뇨 호르몬을 분비하여 집합관에서 수분 재흡수를 늘림